# Журнал полезных изобретений
Журнал полезных изобретений в искусствах, художествах и ремеслах, и новейших открытий в Естественных Науках — один из первых московских технических журналов, издававшийся при Московской губернской гимназии с 1806 года. Журнал выходил ежемесячно.

## История
Издателем был директор Московской губернской гимназии П. М. Дружинин.
Начал выходить как приложение к «Московским учёным ведомостям», издававшимися в 1805—1807 годы профессором московского университета Буле; печатались в университетской типографии. В 1807—1810 годы журнал издавался под названием «Повременное издание о полезных изобретениях в искусствах, художествах и ремеслах, и важнейших предметах земледелия и торговли».
В журнале печатались сообщения о новых изобретениях, в том числе описания новых машин (с чертежами). Тематика статей была — весьма разнообразная, например: «О свойстве и составлении бумажных цилиндров для лощения бумажных и шелковых материй», «Способ
снизить железо и полированную сталь», «О составлении и употреблении шоколада», «О делании лучших свеч» и др. Большая часть статей была переведена из немецких и французских журналов. Из оригинальных: «Описание Тульских оружейных заводов» в № 3 за 1806 год. С 1807 года стали печататься и статьи по сельскому хозяйству. Много статей относилось к мануфактурному производству.
Только в 1820 году И. А. Двигубский приступил к изданию в Москве журнала, в котором печатались статьи по технике: «Нового магазина естественной истории, физики, химии и сведений экономических».